# Robert de Lénoncourt
Robert de Lénoncourt (Lorena, c. 1485 - La Charité-sur-Loire, 4 de febrero de 1561) fue un eclesiástico francés.

## Biografía
Hijo de Thierry de Lénoncourt, barón de Vignory, y de Jeanne de Ville, fue obispo de Châlons desde 1535 (y como tal, Par de Francia) hasta que en 1550 cedió la diócesis a su sobrino Philippe.  
Paulo III le creó cardenal en el consistorio de diciembre de 1538; recibió sucesivamente los títulos de Santa Anastasia, San Apolinar, Santa Cecilia y Sabina, y participó en los cónclaves en que fueron elegidos papas Julio III, Marcelo II, Paulo IV, Pío IV. 
En distintos periodos de tiempo fue administrador apostólico de las diócesis de Metz, Embrun, Auxerre y Arles, y abad in commendam de varios monasterios en Francia.   
Algunos autores lo mencionan también como arzobispo de Toulouse, en lo que parece ser un error histórico.
Fallecido en 1561, fue enterrado en el priorato de Nuestra Señora de La Charité-sur-Loire, pero su sepultura desapareció al año siguiente cuando fue profanada por los hugonotes durante las guerras de religión. 